# Spomenznak na uspostavu Nezavisne Države Hrvatske
Spomen-znak na uspostavu Nezavisne Države Hrvatske je memorijalno odlikovanje (spomenica) Nezavisne Države Hrvatske. Osnovana je zakonskim aktom od 9. ožujka 1942. Sastojala se od dva stupnja:
1. Srebrna spomenica - dodjeljivala se osobama koje su pristupile ustaškoj organizaciji prije 16. listopada 1934.
2. Brončana spomenica - dodjeljivala se osobama koje su pristupile ustaškoj organizaciji poslije 16. listopada 1934., ali prije 18. travnja 1941.